# Corry Kawilarang
Corry Kawilarang (* um 1935) ist eine ehemalige indonesische Badmintonspielerin.

## Karriere
Corry Kawilarangs größte Erfolge datieren aus dem Jahr 1962. Bei der ersten Badminton-Asienmeisterschaft überhaupt gewann sie im genannten Jahr das Damendoppel mit Happy Herowati. Bei den Asienspielen des gleichen Jahres reichte es für beide dagegen nur zu Platz zwei hinter ihren Landsleuten Minarni und Retno Koestijah. Im Einzel belegte Corry Kawilarang bei dieser Veranstaltung ebenfalls den zweiten Platz hinter Minarni Sudaryanto. Bei den vierten nationalen Sportspielen PON IV (Pekan Olahraga Nasional) konnte sie sich 1957 ebenfalls aufs Treppchen vorspielen und gewann Silber im Doppel. 1961 holte sie sich bei den Sportspielen Gold im Einzel, wobei sie im Finale gegen Minarni gewann, und 1969 noch einmal Bronze im Doppel mit Nurhaena.